# Forêts de la Nouvelle-Angleterre et de l'Acadie
Localisation
Les forêts de la Nouvelle-Angleterre et de l'Acadie sont une écorégion terrestre nord-américaine du type Forêts tempérées d'arbres à feuilles caduques du World Wildlife Fund

## Répartition
Au Canada, les forêts de la Nouvelle-Angleterre et de l'Acadie s'étendent à partir du sud-est du Québec (l'Estrie, une petite partie de la Beauce et les Etchemins), sur environ 50 % du Nouveau-Brunswick (l'ouest, le sud et l'est) sur presque toute la Nouvelle-Écosse.  Aux États-Unis, elles recouvrent le nord-ouest du Massachusetts, le nord-ouest du Connecticut, presque tout le Maine, le Vermont et le New Hampshire.

## Climat
La proximité de l'Océan Atlantique crée un climat relativement humide pour cette écorégion, les précipitations annuelles oscillant entre 1000mm et 1600mm.  Du côté canadien, la température moyenne annuelle se situe entre 3⁰C et 6,5⁰C.  La température estivale moyenne est de 14,5⁰C.  La température hivernale moyenne est de -1,5⁰C près des côtes de la Nouvelle-Écosse et descend à -7,5⁰C dans le nord du Nouveau-Brunswick.

## Historique
La région des forêts de la Nouvelle-Angleterre et de l'Acadie a subi un phénomène de déforestation au profit de l'agriculture assez tôt pendant la colonisation, surtout en Nouvelle-Angleterre. À tel point que vers le milieu du XIXe siècle, les trois quarts de la forêt avaient disparu sur les terres cultivables. Subséquemment, notamment avec l'exploitation des terres plus à l'ouest, l'activité agricole s'est de beaucoup réduite et la forêt a repris ses droits sur environ 75 % de la Nouvelle-Angleterre.

## Caractéristiques biologiques
La composition forestière de cette écorégion comprend autant des peuplements conifériens, mixtes que feuillus.  Le contexte de transition entre la forêt boréale plus au nord et les forêts feuillues plus au sud rend compte en partie de cette diversité.  Le relief ondulé de cette écorégion – plusieurs massifs montagneux ont une élévation moyenne de 500 à 600 mètres d'altitude – explique aussi le voisinage de peuplements conifériens et feuillus, les premiers occupants les sommets et les seconds le fond des vallées.  À proximité des côtes, le vent et les précipitations favorisent la croissance des conifères comparativement aux vallées plus protégées de l'intérieur.
La présence abondante de l'épinette rouge et du pin rouge distingue cette écorégion des forêts des basses-terres de l'Est des Grands Lacs et des Forêts transitionnelles de l'Est.  La pruche du Canada, le sapin baumier, l'épinette blanche et le pin blanc constituent, avec les deux espèces précédentes, la majorité des essences conifériennes rencontrées dans cette région.  Les peuplements feuillus se composent principalement d'érables à sucre, de hêtres d'Amérique et de bouleaux jaunes.
Les forêts de la Nouvelle-Angleterre et de l'Acadie sont un type de forêts tempérées d'arbres à feuilles caduques relativement riche : il s'y rencontre 222 espèces d'oiseaux.  Cette écorégion fait partie des vingt écorégions les plus riches du Canada et des États-Unis continentaux.  On y retrouve des affleurements de serpentine avec des formations végétales associées peu communes.  On y retrouve également divers types de tourbières dont certaines, dans le Massachusetts et l'état de New York, abritent la Tortue de Muhlenberg (Clemmys muhlenbergii).  Le parc national de Frontenac au Québec protège la tourbière structurée la plus méridionale.  C'est dans cette écorégion que la population nicheuse de Pygargue à tête blanche atteint la plus haute densité dans l'est de l'Amérique du Nord.  Cette écorégion marque la limite nord de plusieurs espèces végétales en même temps qu'on y retrouve, sur les sommets montagneux, la limite sud de plusieurs espèces végétales boréales et arctiques.

## Conservation
Le niveau de fragmentation des forêts de la Nouvelle-Angleterre et de l'Acadie est relativement bas. Les causes de dégradation de l'habitat sont principalement dues aux coupes forestières et aux développements écotouristiques.